# Andornaktálya (železniční zastávka)
Andornaktálya je železniční zastávka v maďarské obci Andornaktálya, která se nachází v župě Heves. Zastávka byla otevřena v roce 1872, kdy byla zprovozněna trať mezi městy Füzesabony a Eger.

## Provozní informace
Zastávka má celkem 1 nástupní hranu. V zastávce není možnost zakoupení jízdenky a trať přes ni procházející je elektrizována střídavým proudem 25 kV, 50 Hz. Provozuje ji společnost MÁV.

## Doprava
Zastavují zde pouze osobní vlaky Füzesabony–Eger. Zastávkou projíždí rychlíky Budapešť–Eger.

## Tratě
Zastávkou prochází tato trať:
- Füzesabony–Eger (MÁV 87a)